# Самсонова, Лада Станиславовна
Ла́да Станисла́вовна Самсо́нова (творческий псевдоним — Станислава Самсонова, род. 13 января 1966, Свердловск, СССР) — художник, поэт, писатель, редактор, издатель, автор и исполнитель песен. Действительный член-корреспондент Академии Российской словесности, член Союза писателей России. Награждена Пушкинской медалью «Ревнителю просвещения» от Академии Российской словесности и золотой медалью «Имени нобелевского лауреата Ивана Бунина» от Союза писателей России. Лауреат международного фестиваля романса и лирической песни «Очарование».

## Биография
Лада Станиславовна Самсонова родилась 13 января 1966 года в г. Свердловске в семье журналистов. До 1971 г. росла в городе Кировграде Свердловской области.
С 1971 года живёт в Москве. В 1973–1981 гг. училась в среднеобразовательной школе № 793.
С 1981 по 1986 годы обучалась профессии «художник-промграфик» в Московском художественном училище памяти 1905 года (им. Луначарского). В 1984 году параллельно с учёбой работала курьером в издательстве «Советский художник» в редакции журнала «Декоративное искусство СССР».
В 1991–94 гг. работала на радиостанциях «Юность», «ЛИК» (бывшее «Литдрамвещание») в качестве автора, режиссёра и ведущей передач «Маленький домашний дух» и «Под одной крышей» о бардах, поэтах и художниках. В 1997–98 гг. опубликовала две авторские книги «Стихи из окна» и «Песня Петушка».
С 1997 по 2008 годы возглавляла редакционный отдел «Творчество читателей» в издательствах «Либерея» и «Либерея-Бибинформ», где ею было опубликовано несколько тысяч произведений русскоязычных поэтов и прозаиков из многих уголков России и ряда стран мира — в «Библиотечной газете», журналах «Библиотека», «Берегиня», «Берегиня дома твоего», «Домашний лицей», в литературном альманахе «Я пишу стихи».
В 2005 году принята в члены Союза писателей России, в 2008 году стала «членом-корреспондентом» Академии Российской словесности (АРС).
В 2005–06 гг. училась в гитарной школе при центре авторской песни (ЦАП) у известного педагога и аккомпаниатора Александра Николаевича Костромина.
С 2008 года является главным редактором издательства «Эклиптика», автором идеи и редактором литературно-художественного альманаха «Моя талантливая Русь», где публикуются произведения российских поэтов, прозаиков, художников, фотографов и народных умельцев (прикладное искусство). До 2017 года в «Эклиптике» под её руководством издавался ежемесячный журнал «Берегиня — журнал для вас».
К 2015 году Л. С. Самсоновой было опубликовано около 5 000 имён поэтов и прозаиков, за что она была удостоена высшей медали Академии Российской словесности «Ревнителю просвещения» и золотой медали Союза писателей России «Имени нобелевского лауреата Ивана Бунина».
В 2015 г. удостоена звания члена-корреспондента Академии Российской словесности, а с 2022 года является «действительным членом-корреспондентом» Академии Российской словесности.
Помимо издательской деятельности является поэтом, бардом, автором и исполнителем песен, организатором и ведущей сборных песенных концертов, членом клуба самостоятельной песни (КСП) «АУ!», участником некоммерческого фестиваля об ушедших из жизни бардах и поэтах «Ангелы, слетающие с неба» литературно-музыкальной гостиной «Свеча» под руководством Татьяны Владимировны Сергеевой; создателем иллюстраций и обложек, мастером по изготовлению вязаной одежды и расписных аксессуаров.
В 2021 году стала лауреатом IV международного фестиваля авторов современного русского романса и лирической песни «Очарование».

## Награды
- Пушкинская медаль «Ревнителю просвещения»[1]
- Золотая медаль «Имени нобелевского лауреата Ивана Бунина»[2]

## Издания
1. «Стихи из окна» ISBN 5-85129-049-8
2. «Песни Петушка» ISBN 5-8167-0007-3
3. «Ноты песен» ISBN 978-5-904211-02-8
4. «Берегиня — журнал для вас» ISSN 20756801
5. «Берегиня дома твоего» ISSN 15607984
6. «Берегиня» ISBN 5-85129-070-6
7. «Домашний лицей» ISSN 15608018
8. «Журнал «Библиотека»» ISSN 08694915
9. «Альманах "Я пишу стихи..."» ISBN 5-85129-140-0
10. «Библиотечная газета № 18 2002 г.» Рег. № ПИ 775830
11. «Журналист» ISSN 01303589
12. «Парад отелей» Свид. о. рег. № 018745
13. «Библио-поле» Рег. № 012775
14. «Негромкий разговор — Анастасия Герасенко» (издательство «Эклиптика», 2013 г., Москва) ISBN 978-5-904211-01-1
15. «Московское рондо — Рита Карамыш» (издательство «Эклиптика», 2016 г., Москва) ISBN 978-5-904211-03-5

## Галерея
- Членский билет Союза писателей России
- Удостоверение член-корреспондента Академии Российской словесности
- Диплом действительного члена Академии Российской словесности
- Грамота Академии Российской словесности о вручении Пушкинской медали «Ревнителю просвещения»
- Постановление Правиления Союза писателей России о вручении Золотой медали «Имени нобелевского лауреата Ивана Бунина»